# Chatsworth (Derbyshire)
Pour les articles homonymes, voir Chatsworth.
Chatsworth est une paroisse civile du Derbyshire, en Angleterre.